# Касиидэ, Исаму
Исаму Касиидэ  (яп. 樫出 勇  Касиидэ Исаму ,  февраль 1915 — май 2003) — японский лётчик-ас, сбивший во время Второй мировой войны наибольшее число бомбардировщиков Boeing B-29 Superfortress. Касиидэ заявил о 26 одержанных им победах над «Суперкрепостями», 7  из которых впоследствии были подтверждены.

## Биография
Исаму Касиидэ родился в феврале 1915 года в прибрежном посёлке Касивадзаки уезда Карива префектуры Ниигата. В 1934 году он поступил в лётную школу Императорской армии Японии в городе Токородзава, которую окончил в ноябре 1935 года. Затем он поступил в школу лётчиков-истребителей в г. Акено (к северо-востоку от г. Исе). Первым местом службы Касиидэ стал 1-й авиаполк, вооружённый бипланами Kawasaki Ki-10. В июле 1938 года Касиидэ был переведён в базировавшуюся в Китае и вооружённую истребителями Nakajima Ki-27 59-ю авиагруппу, однако он практически не принимал участие в боевых действиях. В сентябре 1939 года он участвовал в завершающих боях на Халхин-Голе, где заявил о семи воздушных победах и стал лётчиком-асом. Из этих семи побед подтверждены два сбитых им в бою против восьми И-16 советских истребителя. После завершения конфликта авиагруппа, в которой проходил службу Касиидэ, была перебазирована обратно в г. Ханькоу, Китай.
В начале 1940 года Касиидэ был переведён в четвёртую авиагруппу, базировавшуюся на о. Тайвань. В декабре того же года Касиидэ поступил в Академию Военно-воздушных Сил Императорской Армии Японии (англ. Imperial Japanese Army Air Force Academy), которую окончил в июле 1941 года, а в октябре 1941 года он был повышен в звании до младшего лейтенанта. До начала боевых действий на Тихом океане и во время Филиппинской операции Касиидэ выполнял вылеты на устаревшем Ki-27, но не смог одержать новых воздушных побед. В апреле 1943 года ему было присвоено звание лейтенанта.
В середине 1943 года 4-я авиагруппа стала вооружаться двухмоторными тяжёлыми истребителями Kawasaki Ki-45 Toryu («Драконоборец»), вооружёнными одной 37-мм и одной 20-мм пушкой; переучился на новый тип самолёта и Касиидэ. Во время бомбардировки Яхаты, первого налёта B-29 на Японские острова, 15—16 июня 1944 года Касиидэ заявил о сбитии двух бомбардировщиков и, возможно, третьего. 20 августа 1944 года из 14 потерянных во время налёта B-29 Касиидэ сбил три, повредив ещё 3. Касиидэ предпочитал атаковать бомбардировщик спереди, а после лобовой атаки уводить самолёт вниз во избежание столкновения с целью. Он рекомендовал использовать такую тактику и другим лётчикам.
27 января 1945 года в небе над Токио Касиидэ уничтожил B-29 одним выстрелом в носовую часть. Два месяца спустя, 27 марта 1945 года, он сбил ещё три «Суперкрепости» и повредил несколько бомбардировщиков, за что был награждён «Знаком за боевые заслуги». В следующем месяце Касиидэ был повышен до звания капитана.
После войны воздушные победы Касиидэ стали предметом множественных споров среди лётчиков и историков. Семь сбитых B-29 и два И-16 обыкновенно признают подтверждёнными.
17 сентября 1985 года Касиидэ встретился с единственным выжившим членом экипажа сбитого им в январе 1945 года B-29, штурманом  Рэймондом Гэллораном. Умер Исаму Касиидэ в мае 2003 года.